# Sabrina, the Teenage Witch (série de televisão)
Sabrina, the Teenage Witch (BR: Sabrina, Aprendiz de Feiticeira;PT: Sabrina, a Bruxinha Adolescente) é uma sitcom norte-americana baseada nos quadrinhos da Archie Comics, e também no telefilme de mesmo nome, exibido em 1996, no canal Showtime. As quatro primeiras temporadas da série foram ao ar no canal ABC de 27 de setembro de 1996 a 5 de maio de 2000; as três últimas temporadas foram ao ar no canal The WB de 22 de setembro de 2000 a 24 de abril de 2003, com um total de 7 temporadas e 163 episódios.
No Brasil, a série passou por várias emissoras, foi exibida pela Rede Globo de 1998 a 2000, dentro do programa Angel Mix e aos sábados de manhã. Depois passou pela RecordTV, de 2001 até 2004. Também foi exibida pelo canal a cabo Nickelodeon, e pela extinta TV Guaíba, até maio de 2007. Em Portugal, a série estreou na RTP2 no dia 2 de julho de 2001. Também foi exibida pelo canal Sony. A partir de outubro de 2022, passou a ser exibida pelo Comedy Central.

## Enredo
Sabrina Spellman (Melissa Joan Hart) é uma adolescente comum que, em seu décimo sexto aniversário, descobre que tem poderes mágicos e tem que aprender a lidar com eles. Ela vive com suas tias de 500 anos, as bruxas Hilda (Caroline Rhea) e Zelda (Beth Broderick), e seu gato falante, Salem (dublado por Nick Bakay), na Collins Road nº133, no fictício subúrbio de Boston em Westbridge, Massachusetts, durante a maior parte da série. Sabrina tem um queda por Harvey Kinkle, que mais tarde se torna seu namorado.
Na quarta temporada, Sabrina começa a trabalhar na lanchonete "Bean There, Brewed That", onde ela conhece Josh (David Lascher), um estudante universitário que é o gerente da loja. Josh se torna um personagem regular na fase da faculdade.
No início da quinta temporada, Sabrina começa a faculdade no Adams College, ela vai morar em uma casa com outros estudantes. Seus colegas de quarto são Morgan Cavanaugh (Elisa Donovan), uma garota superficial; Roxie King (Soleil Moon Frye), uma ativista social; e Miles Goodman (Trevor Lissauer), um nerd que é obcecado por ficção científica. Hilda compra o café onde Sabrina trabalha e Zelda se torna professora na Adams e começa a namorar o professor de inglês da Sabrina.
No início da sétima e última temporada, Sabrina, Morgan e Roxie se mudam para a casa antiga de Hilda e Zelda. Sabrina consegue um emprego como escritora na revista Scorch, mas esse enredo e todos os personagens associados são descartados no meio da temporada. Sabrina conhece Aaron, o homem com quem ela fica noiva. No final da série, Sabrina cancela seu casamento com Aaron e foge com Harvey.
A premissa de Sabrina foi comparada com a série de televisão A Feiticeira, dos anos 1960, e foi considerada uma versão adolescente da mesma. Na sala de estar da casa em que Sabrina mora na fase da faculdade, há uma placa de rua escrita “Ashmont Terrace". Ashmont, é a empresa que William Asher e Elizabeth Montgomery tinham nas últimas temporadas do programa.

## Elenco e personagens

### Elenco regular
- Melissa Joah Hart - Sabrina Spellman  (1ª a 7ª Temporada)
- Nicky Bakay - Salem Saberhagen (1ª a 7ª Temporada)
- Caroline Rhea - Hilda Spellman (1ª a 6ª Temporada)
- Beth Broderick - Zelda Spellman (1ª a 6ª Temporada)
- Nate Richert - Harvey Dwight Kinkle (1ª a 4ª Temporada e 6ª e 7ª temporada)
- Paul Feig - Mr. Eugene Pool (1ª Temporada)
- Jenna Leigh Green - Libby Chessler (1ª a 3ª Temporada)
- Lindsay Sloane - Valerie Birkhead (2ª a 3ª Temporada)
- Alimi Ballard - Quizmaster Albert (2ª Temporada)
- Martin Mull - Willard Kraft (2ª a 4ª Temporada)
- David Lascher - Josh Blackhart (4ª a 5ª Temporada)
- Jon Huertas - Brad Alcerro (4ª Temporada)
- China Shavers - Dreama (4ª Temporada)
- Soleil Moon Frye - Roxie King (5ª a 7ª Temporada)
- Elisa Donovan - Morgan Cavanaugh (5ª a 7ª Temporada)
- Trevor Lissauer - Miles Goodman (5ª a 6ª Temporada)
- Dylan Neal - Aaron Jacobs (7ª temporada)

### Participações
- Coolio, 1ª Temporada, Episódio 11 "A Girl and Her Cat"
- Milo Ventimiglia, 1ª Temporada, Episódio 6 "Terrible Tjings"

- Backstreet Boys, participou do episódio "The Band" da 2ª temporada. No episódio Sabrina faz um feitiço que cria o grupo.
- RuPaul, 2ª Temporada, Episódio 24 "Sabrina's Choice"
- Dick Clark, 3ª Temporada, Episódio 8 "And the Sabrina Goes To.."
- Jerry Springer, 3ª Temporada, Episódio 14 "Mrs. Kraft"
- 'N Sync, 3ª Temporada, Episódio 15 "Sabrina and the Pirates"

- Britney Spears, participa do primeiro episódio da 4ª temporada, cantando “(You Drive Me) Crazy”. Curiosamente, Melissa também participou do clipe da cantora e estrelou uma comédia adolescente chamada “Drive Me Crazy”, na mesma época.
- Paula Abdul, apareceu no episódio episódio 8, da 4ª temporada. Salem fica obcecado por ela depois de ver seu videoclipe Oposites Attract.
- Aaron Carter, 5ª Temporada, Episódio 17 "Beach Blanket Bizarro"
- Kelly Clarkson, apareceu como estudante no episódio "The Whole Ball of Wax" da 6ª temporada, antes de ficar conhecida no American Idol.

- Hanson, 6ª Temporada, Episódio 9 "A Birthday Witch"
- Vitamin C, 6ª Temporada, Episódio 11 "Cloud Ten"
- Usher, 6ª Temporada, Episódio 13 "I Think I Love You"
- Carson Daly, 6ª Temporada, Episódio 22 "I Fall to Pieces (1)" - 7ª Temporada, Episódio 1 "Total Sabrina Live! (2)"
- Ashanti, 7ª Temporada, Episódio 3 "Call Me Crazy"
- Goo Goo Dolls, 7ª Temporada, Episódio 7 "Witch Way Out"
- Avril Lavigne, 7ª Temporada, Episódio 8 "Bada-Ping!"
- Daniel Bedingfield, 7ª Temporada, Episódio 11 "The Lyin', The Witch, And The Wardrobe"
- Sixpence None the Richer, 7ª Temporada, Episódio 16 "Getting to Nose You"

## Mudanças no elenco
O programa passou por muitas mudanças no elenco, a primeira foi a saída inexplicável da melhor amiga de Sabrina, Jenny Kelly (Michelle Beaudoin), no final da primeira temporada. O mesmo acontece com o Sr. Pool (Paul Feig). A atriz Michelle Beaudoin também fez parte do filme, porém se chamava Marnie.
No início da quarta temporada, Valerie e Libby saem da série. Diferente de Jenny, a saída dessas personagens tiveram uma explicação, Valerie se muda para o Alasca com sua família, enquanto Libby se transfere para um colégio interno. Ainda no final da quarta temporada, vários personagens secundários deixaram o programa, como Nate Richert, que interpretava o namorado de Sabrina, Harvey, foi cortado para dar ao programa uma aparência mais "adulta", pois Sabrina estava prestes a frequentar a faculdade. A decisão foi posteriormente revogada, e Richert retornou em três episódios da quinta temporada e depois voltou como personagem regular na sexta e sétima temporada.
Após a sexta temporada, Caroline Rhea e Beth Broderick, que interpretaram as tias de Sabrina, decidiram deixar o programa. Quando o personagem de Sabrina começou a frequentar a faculdade, o papel de suas tias se tornou menos importante. Broderick sentiu que o papel de Zelda não tinha mais nada a oferecer, enquanto Rhea conseguiu seu próprio programa de entrevistas, The Caroline Rhea Show.
Trevor Lissauer que interpretou Miles, deixou o programa depois de aparecer nas temporadas cinco e seis. Os produtores sentiram que seu personagem não foi bem recebido pelos fãs e também teve que fazer alguns cortes no orçamento para a sétima e última temporada do programa. Assim como aconteceu com Jenny, nunca foi citado o motivo da saída do personagem na série. O interesse amoroso de Sabrina, Josh, partiu para Praga depois de aparecer das temporadas quatro a seis. Para preencher o vazio, os produtores trouxeram Aaron (Dylan Neal) como o interesse amoroso de Sabrina na temporada final do programa. Sabrina e Salem são os únicos personagens que participam de todos os episódios da série.

## Mudança de emissora
Durante os quatro anos em que foi exibida pela ABC, Sabrina foi a série com a melhor audiência nas sextas da emissora. Na temporada de 2000-2001, o canal estava disposto a renovar o programa para uma quinta temporada, porém a rede não estava disposta a pagar os 1,5 milhão de dólares por episódio que a Viacom Productions, que produzia o programa, queria. O canal The WB, famoso por exibir séries voltadas para o público adolescente, se interessou em ter Sabrina em sua grade, e começou uma disputa de negociação com a ABC. O WB acabou ficando com o programa por 675.000 dólares por episódio, mas concordou em se comprometer com a exibição de 66 episódios, sem cancelamento.

## Trilha sonora
Sabrina, The Teenage Witch: The Album é um álbum de trilha sonora lançado em 27 de outubro de 1998, pela Geffen Records. O álbum traz músicas de artistas populares entre os adolescente no final da década de 1990, e inclui uma faixa gravada por Melissa Joan Hart. O álbum recebeu um certificado ouro nos Estados Unidos pela RIAA.
Faixas
1. "Walk of Life" – Spice Girls
2. "Abracadabra" – Sugar Ray
3. "Hey, Mr. DJ (Keep Playin' This Song)" – Backstreet Boys
4. "One Way or Another" – Melissa Joan Hart
5. "Kate" – Ben Folds Five
6. "Show Me Love" (Radio Edit) – Robyn
7. "Giddy Up" – 'N Sync
8. "Slam Dunk (Da Funk)" – Five
9. "Magnet & Steel" – Matthew Sweet
10. "So I Fall Again" – Phantom Planet
11. "I Know What Boys Like" – Pure Sugar
12. "Smash" – The Murmurs, Jane Wiedlin, Charlotte Caffey
13. "Doctor Jones" (Metro 7" edit) – Aqua
14. "Soda Pop" – Britney Spears
15. "Amnesia" (Radio remix) – Chumbawamba
16. "Blah, Blah, Blah" (tema de Sabrina) – The Cardigans

## Filmes
Sabrina rendeu três telefilmes,“Sabrina - A Bruxa Adolescente” de 1996, que deu origem a série e foi exibido pelo canal Showtime, e mais dois filmes “Sabrina Vai à Roma” de 1998, e “Sabrina Vai à Austrália” de 1999, ambos exibidos pelo canal ABC.
Apenas o personagem Salem faz parte dos dois últimos filmes e nenhuma das cenas é filmada nos cenários da série. Gwen (Tara Charendoff), que se torna amiga de Sabrina em Sabrina Vai á Roma, também está presente em Sabrina Vai à Austrália. Lindsay Sloane, que interpretou Valerie na série, interpreta a sereia Fin neste filme.

## Crossover
O canal ABC tinha bloco de séries as sexta-feiras à noite, formado por Sabrina, Boy Meets World, Teen Angel e You Wish. Em 1998, foi realizado um grande crossover ligando todos os programas.